# Frederick Rolf
Pour les articles homonymes, voir Rolf et Friedrichs.
Frederick Rolf, né Rolf Günther Friedrichs à Berlin le 14 août 1926, est un acteur et metteur en scène allemand naturalisé américain qui a fait carrière dans le cinéma britannique puis américain, ainsi qu'au théâtre, à la télévision et à l'opéra.

## Biographie
Né à Berlin de Theodor et Ilse Friedrichs en 1926, le jeune Rolf quitte l'Allemagne nazie en mai 1939 par un Kindertransport et arrive en Angleterre, à Bath. Pendant la guerre, il travaille dans le service européen de la BBC. En 1946, il modifie son nom en Frederick Rolf et se lance dans le métier de comédien. Il fait ses débuts sur scène au West Riding Theatre à Halifax (Yorkshire) dans Trelawny of the Wells. Après deux ans d'apprentissage dans divers théâtres régionaux, il émigre aux États-Unis, où il obtient sa naturalisation en 1953. Il épouse l'actrice Roni Dengel le 3 octobre 1971.

## Filmographie partielle
- 1985 : Witness de Peter Weir : Stoltzfus
- 1987 : La Rue de Jerry Schatzberg
- 1994 : Nuits de Chine de Woody Allen (téléfilm)